# 조반목
조반목(鳥盤目)은 공룡의 분류이다. 조반목은 골반의 형태가 새와 닮았다고 해서 용반목과 구분하기 위해 붙은 이름이지만, 실제 새의 조상은 조반류가 아닌 용반목이다. 전부 초식공룡으로 이루어져 있지만, 백악기의 용반목 중 일부가 초식공룡으로 진화했기 때문에 모든 초식공룡이 속해있는 것은 아니다.

## 분류 방법

### 예전의 분류 방법

#### 조각류
조각류는 두 발 혹은 네 발로 걸으며 새의 골반을 갖고 있었다. 식물을 먹는 공룡으로 중생대에 두루 생존하였다. 입은 새처럼 되어 있기도 하고, 여러 가지 모양이다. 다만 오리 주둥이 공룡들처럼 되어 있는 조각류는 없다. 이들은 쥐라기와 백악기 전기에 살았고, 오리 주둥이 공룡들이 살기 전 시기에 자취를 감추었다.

##### 오리 주둥이 공룡
이들은 조각류의 일부이자 백악기 중기에 살기 시작했다. 또 두 발과 네 발을 모두 사용했으며 이빨이 발달했고 이빨이 조각류보다 더 많다. 이 이빨로 거친 식물 등 여러 가지 식물을 다 먹을 수 있다. 입이 오리처럼 되어 있다.

#### 검룡류
검룡류는 긴 뒷다리와 짧고 빈약한 머리, 큰 몸집, 하향꼬리를 가진 초식 공룡으로 약 1억 5000만 년 전에 살았다. 몸은 철갑을 두른 것과 비슷했으며, 머리는 작고 목은 매우 짧았다. 뒷다리는 앞다리보다 훨씬 길었으므로 머리가 거의 땅에 닿아 있었다. 모두 머리가 작아서 뇌가 특히 작은데, 이에 비하면 뇌하수체는 컸다. 뇌하수체는 몸집을 크게 하는 성장호르몬을 분비하는 구실을 하기 때문에 몸이 거대했다. 쥐라기 후기의 스테고사우루스가 가장 잘 알려져 있다. 대부분 지금의 북아메리카에 해당하는 지역에서 살았으며 중국·인도·아프리카·유럽에 해당하는 지역에서도 살았다.

#### 곡룡류
곡룡류는 등과 옆구리에 가시를 가지고 플래이트와 스터드로 무장하였다. 백악기에 지구상의 여러 지역에서 살았다.

#### 각룡류
각룡류는 백악기 전기에 나타난 머리에 뿔이 있는 공룡이다. 삼각형 모양의 머리뼈와 주름지고 굵은 목을 가졌다. 머리에 뿔이 달려 마치 코뿔소처럼 생겼으며, 네 발로 걸어다녔다. 몸길이는 1.8 ~ 9m였고, 머리가 매우 컸다. 머리 뒷부분에는 커다란 장식뼈가 목을 감싸고 있었다. 공룡 무리 가운데 가장 늦게 등장한 공룡으로 백악기 후기에 오늘날의 아시아와 북아메리카에 해당하는 지역에서 번성했다.

#### 후두류
후두류는 백악기 전기에 나타난 머리가 두껍고 작은 장식이 있는 공룡이다. 일명 박치기 공룡으로 번식기 때 수컷들이 박치기를 통해 서로의 힘을 겨루었을 것이라고 추측된다. 각룡류와 깊은 연관이 있다.

### 현재의 분류 방법
지금은 크게 두 아목으로 나누기도 한다.
- 각각아목
  - 조각하목, 각룡하목, 후두하목 등
- 장순아목
  - 검룡하목(Stegosauria), 곡룡하목(Ankylosauria) 등